# Qalaqayın
 (août 2018).
Si vous disposez d'ouvrages ou d'articles de référence ou si vous connaissez des sites web de qualité traitant du thème abordé ici, merci de compléter l'article en donnant les références utiles à sa vérifiabilité et en les liant à la section « Notes et références ».
Qalaqayın (aussi orthographié Galagain ou Kalagayny) est un village d'Azerbaijan, le plus peuplé de la subdivision de Sabirabad, à l'exception de Sabirabad. 